# Braune Mulmnadel
Die Braune Mulmnadel (Acicula fusca), auch Braune Nadelschnecke, ist eine auf dem Land lebende Schneckenart aus der Familie der Mulmnadeln (Aciculidae) in der Ordnung Architaenioglossa („Alt-Bandzüngler“).

## Merkmale
Das (adulte) Gehäuse ist mit 2,0 bis 2,95 mm Höhe und 0,9 bis 1,0 mm Breite (Dicke) sehr klein. Es hat 5 bis 5¾ leicht konvexe Umgängen, die Außenseite verläuft somit annähernd geradlinig und ergibt eine spindelförmige Gestalt. Der Protokonch ist glatt, die folgenden Umgänge weisen eine unregelmäßige Rillenstreifung auf (15 bis 23 Rillen auf dem vorletzten Umgang). Der letzte Umgang steigt nicht oder nur sehr gering aus der Windungsachse an. Unterhalb der Naht deuten die Umgänge eine Kante an. Der Nabel ist sehr eng, ritzförmig geöffnet. Die Mündung ist in der Vorderansicht birnenförmig, der Mündungsrand in der Seitenansicht geringfügig ausgebuchtet. Er ist im Nabelbereich umgeschlagen und basal etwas erweitert, aber innen nicht lippig verdickt. Auch ein Nackenwulst fehlt oder ist nur sehr schwach angedeutet. Der sehr dünne Parietalkallus ist zur Mündung hin deutlich begrenzt. Das Gehäuse ist matt rot-braun bis gelblich-rot, dünn und durchscheinend, die Oberfläche glänzend.

### Ähnliche Arten
Die Braune Mulmnadel kann leicht mit der Gestreiften Mulmnadel (Acicula lineata) verwechselt werden. Diese besitzt jedoch einen schwachen Nackenwulst, einen geschlossenen Nabel und ist im Durchschnitt größer. Gegenüber Acicula parcelineata besitzt A. fusca ein gedrungeneres rotbraunes Gehäuse. In der Seitenansicht ist der Mündungsrand unmittelbar unterhalb der Naht stärker zurückgebogen.

## Geographische Verbreitung und Lebensraum
Das Verbreitungsgebiet der Art erstreckt sich vom Kantabrischen Gebirge (Spanien) im Westen, über die Pyrenäen, mehr oder weniger geschlossen über West- und Nordfrankreich, Großbritannien und Irland bis nach Belgien, den Westen Deutschlands (Nordrhein-Westfalen) und den südlichsten Zipfel der Niederlande (äußerster Süden der Provinz Limburg). Fossil ist die Art seit dem Burdigalium in Deutschland und Tschechien bekannt.
Die Art bevorzugt feuchtere Habitate in alten Laubwäldern, die im Sommer nicht austrocknen, wo sie in tiefer und ungestörter Laubstreu leben. In Großbritannien und Irland kommt sie auch in mehr exponierten Lagen vor, wie auf Felsen am Meer und im Moos entlang Straßenrändern. Sie kommen oft auf kalkigen Böden vor, gelegentlich aber auch auf Basalt.

## Taxonomie
Das Taxon wurde 1803 von George Montagu als Turbo fuscus erstmals beschrieben. Synonyme sind Acme inchoata Ehrmann, 1933, Bulimus minutus T. Brown, 1827 und Acme pyrenaica de Folin & Berillon, 1877.

## Gefährdung
Die Art wird in Deutschland in der Kategorie R (= extrem selten) geführt. Auf der Roten Liste der EU wird die Art mit LC (= Least Concern, „nicht gefährdet“) eingestuft. Allerdings wurde in Irland ein Rückgang der Populationen um 55 % beobachtet, weswegen sie für Irland als „Vulnerable“ bewertet wird.

## Belege

### Online
- Animal Base - Platyla polita (Draparnaud, 1801)